# .va
.va је највиши Интернет домен државних кодова (ccTLD) за Ватикан. Администриран је од стране Интернет канцеларије Свете Столице.
Једини јавно познат .va домен је vatican.va; другостепени домени нису доступни јавности.